# L'Isle-de-Noé
 L'Isle-de-Noé  là một xã thuộc tỉnh Gers trong vùng Occitanie miền nam nước Pháp.